# HD 109573
HD 109573，又名CD-39 7717，SAO 203621、HR 4796，是一颗半人馬座的恒星，视星等为5.8，位于銀經299.72，銀緯22.91，其B1900.0坐标为赤經12h 30m 38.1s，赤緯-39° 22.91′ 4″。